# Моллежес
Моллежес (фр. Mollégès) — коммуна на юго-востоке Франции в регионе Прованс — Альпы — Лазурный Берег, департамент Буш-дю-Рон, округ Арль, кантон Шаторенар.
Площадь коммуны — 14,20 км², население — 2390 человек (2006) с тенденцией к росту: 2534 человека (2012), плотность населения — 178,5 чел/км².

## Население
Население коммуны в 2011 году составляло 2540 человек, а в 2012 году — 2534 человека.
| 1962 | 1968 | 1975 | 1982 | 1990 | 1999 | 2006 | 2008 | 2011 | 2012 |
| ---- | ---- | ---- | ---- | ---- | ---- | ---- | ---- | ---- | ---- |
| 1107 | 1132 | 1048 | 1354 | 1862 | 2168 | 2390 | 2453 | 2540 | 2534 |

Динамика населения:

## Экономика
В 2010 году из 1686 человек трудоспособного возраста (от 15 до 64 лет) 1229 были экономически активными, 457 — неактивными (показатель активности 72,9%, в 1999 году — 69,0%). Из 1229 активных трудоспособных жителей работали 1123 человека (586 мужчин и 537 женщин), 106 числились безработными (40 мужчин и 66 женщин). Среди 457 трудоспособных неактивных граждан 147 были учениками либо студентами, 175 — пенсионерами, а ещё 135 — были неактивны в силу других причин.
На протяжении 2010 года в коммуне числилось 975 облагаемых налогом домохозяйств, в которых проживало 2444,5 человека. При этом медиана доходов составила 18 тысяч 656 евро на одного налогоплательщика.